# Coccoloba alainii
Coccoloba alainii är en slideväxtart som beskrevs av Acev.-rodr.. Coccoloba alainii ingår i släktet Coccoloba och familjen slideväxter. Inga underarter finns listade i Catalogue of Life.